# Toffo
Toffo è una città situata nel dipartimento dell'Atlantico nello Stato del Benin con 91 459 abitanti (stima 2006).

## Amministrazione
Il comune è formato dai seguenti 10 arrondissement:
- Agué
- Colli-Agbamè
- Coussi
- Damè
- Djanglanmè
- Houégbo
- Kpomé
- Sè
- Séhouè
- Toffo-Agué